# Badas (Inam), Belgaum
Badas (Inam) là một làng thuộc tehsil Belgaum, huyện Belgaum, bang Karnataka, Ấn Độ.